# Terra tera
Terra tera är en fjärilsart som beskrevs av William Chapman Hewitson 1878. Terra tera ingår i släktet Terra och familjen juvelvingar. Inga underarter finns listade i Catalogue of Life.